# San Miguel Cuyutlán
San Miguel Cuyutlán es una localidad del estado mexicano de Jalisco. Es parte del municipio de Tlajomulco de Zúñiga.

## Toponimia
El nombre «San Miguel» hace referencia al santo patrono de la localidad: Miguel Arcángel. El nombre «Cuyutlán» proviene de los términos en náhuatl: coyotl, coyote; tlan, lugar de abundancia. Su significado es «Lugar donde abundan los coyotes».

## Demografía
| Gráfica de evolución demográfica |
|                                  |

| Censo | Población |
| ----- | --------- |
| 1900  | 1181      |
| 1910  | 1,455     |
| 1921  | 1491      |
| 1930  | 1517      |
| 1940  | 1,359     |
| 1950  | 1190      |
| 1960  | 2,257     |
| 1970  | 2275      |
| 1980  | 2983      |
| 1990  | 3,799     |
| 2000  | 5363      |
| 2010  | 7,533     |
| 2020  | 8,102     |